# 出水村
出水村（いずみむら）は、熊本県の北部、飽託郡にかつてあった村である。

## 地理
- 河川：加勢川
- 湖沼：江津湖

## 歴史
- 1889年4月1日 - 町村制が施行。国府村、長溝村、今村が合併して発足。
- 1892年 - 飽田郡と託麻郡が合併し飽託郡となる。
- 1925年4月1日 - 熊本市に編入。

## 学校
- 出水小学校（のちの出水尋常小学校、現在の熊本市立出水小学校）